# Jules Cornilliet
Jules Cornilliet, né le 9 janvier 1830 à Versailles et mort le 30 décembre 1885 à Paris, est un graveur et peintre français.

## Biographie
Jules Cornilliet est le fils du peintre Jean-Baptiste-Alfred Cornilliet, et d'Aglaé Virginie Laurençot.
Élève d'Horace Vernet, de Ferdinand Wachsmuth et d'Ary Scheffer, il expose au Salon de 1857 à 1885. Cornilliet se distingue pour être devenu l'interprète habituel des tableaux de son maître, Vernet, et pour sa maîtrise de la manière noire.
Il meurt célibataire à l'hôpital Lariboisière à l'âge de 55 ans.

## Participation aux Salons parisiens
- La rêverie, au Salon de 1857
- Portrait, au Salon de 1857
- Salvator Rosa parmi les bandits, au Salon de 1857
- Le jour de la Fête-Dieu, au Salon de 1859
- Marée basse ; environs de Saint-Malo, au Salon de 1859
- Portrait du général Camou, commandant la 2e division de la garde impériale, au Salon de 1861
- Un coin de la gare de Lyon : souvenir de mai 1859, au Salon de 1861
- Le chemin creux, au Salon de 1863
- Avril, au Salon de 1864
- Le cabinet de toilette, au Salon de 1865
- Saltimbanques, au Salon de 1865
- Portrait de S. A. le prince Achille Murat, au Salon de 1866
- Une noce au bourg de Batz, au Salon de 1866
- A la fontaine (Finistère), au Salon de 1867
- La joute sur l’eau, au Salon de 1867
- Consolatrix afflictorum, au Salon de 1868
- Pêcheurs normands, au Salon de 1869
- Marée montante à Yport, au Salon de 1869
- La cale de Saint-Servan (Ille-et-Vilaine), au Salon de 1870
- Le passeur, au Salon de 1870
- Le pont de Buc, au Salon de 1870, dessin
- Paysage, au Salon de 1870, aquarelle
- Portrait de Mme *, au Salon de 1872
- Caïques d’Yport (Seine-Inférieure), au Salon de 1873, aquarelle
- Le favori, au Salon de 1874
- Le déjeuner des chasseurs, au Salon de 1876
- Pastorale, au Salon de 1876
- Madame la mariée !, au Salon de 1877
- Halte de Bohémiens, au Salon de 1878
- Juin, au Salon de 1878
- Sentier perdu, au Salon de 1879
- Rêverie, au Salon de 1880
- Portrait de M. S. L., au Salon de 1880
- Baie d’Anne Port île de Jersey, au Salon de 1881
- Les sœurs de St-Vincent de Paul, au Salon de 1882
- Le foyer des artistes de la Comédie-Française, au Salon de 1883
- Portrait, au Salon de 1884, aquarelle
- Une noce, à Saillé (Loire-Inférieure) ; aquarelle, au Salon de 1885